# 쉐보레 아베오
쉐보레 아베오(Chevrolet Aveo)는 한국GM의 전륜구동 소형차이다. 대한민국에서는 인천광역시 부평구 청천동에 있는 부평공장에서 생산했으며, 미국에서는 GM의 디트로이트 오리온타운십 공장에서 생산했다.
본래는 칼로스, 젠트라의 수출명 및 해외 시판명이었으나, 한국GM의 출범 후 2011년에 두 모델의 후속으로 나오면서 대한민국 내수용으로도 차명을 이용했다. 대신 북미 등지에서의 차명이 아베오에서 "쉐보레 소닉"으로 변경됐다.
같은 플랫폼을 쓰는 차종으로는 트랙스가 있다.

## 1세대(T200/T250)

### 아베오(2004년~2007년)

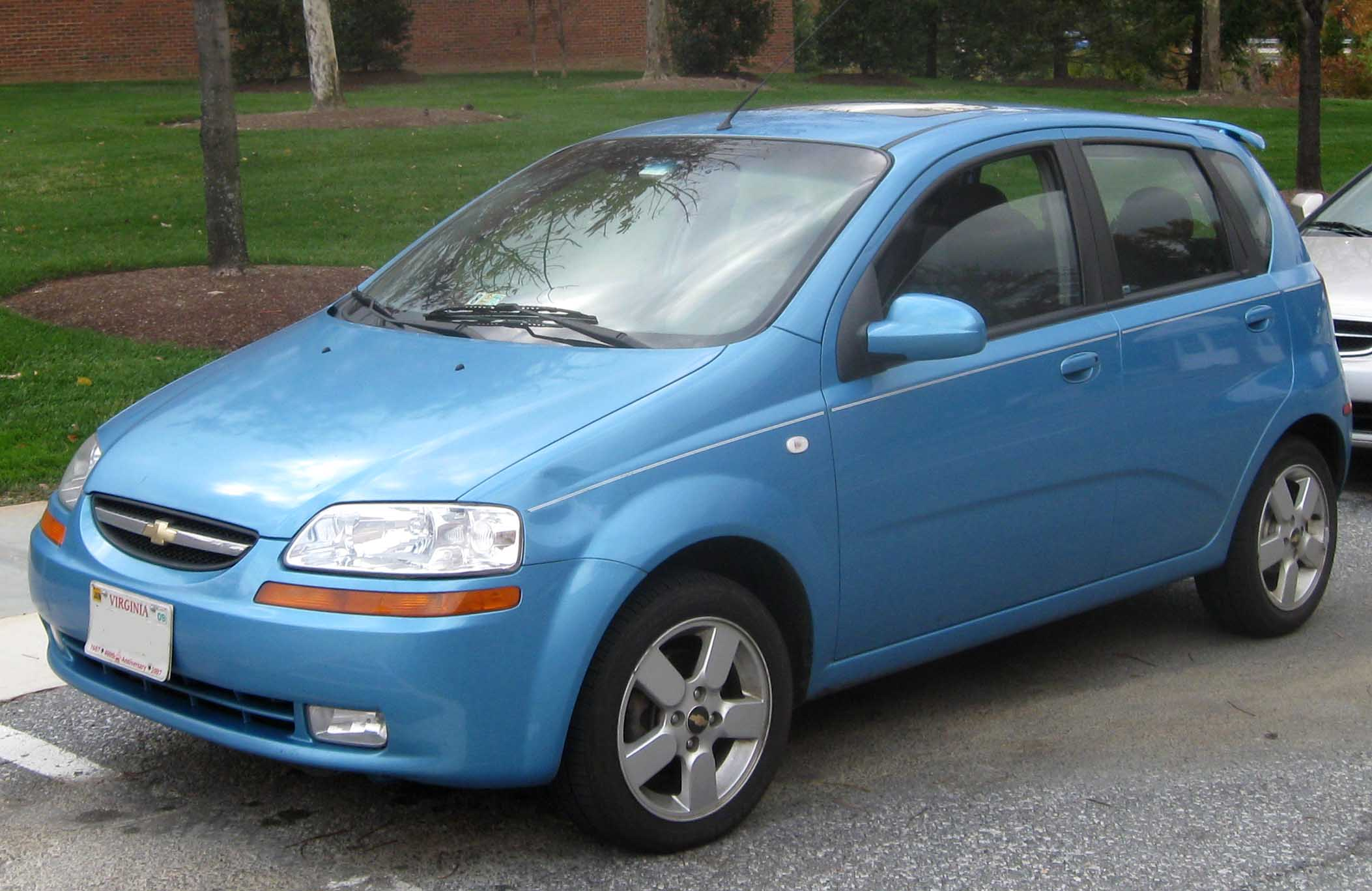
쉐보레 아베오 (해치백) 정측면

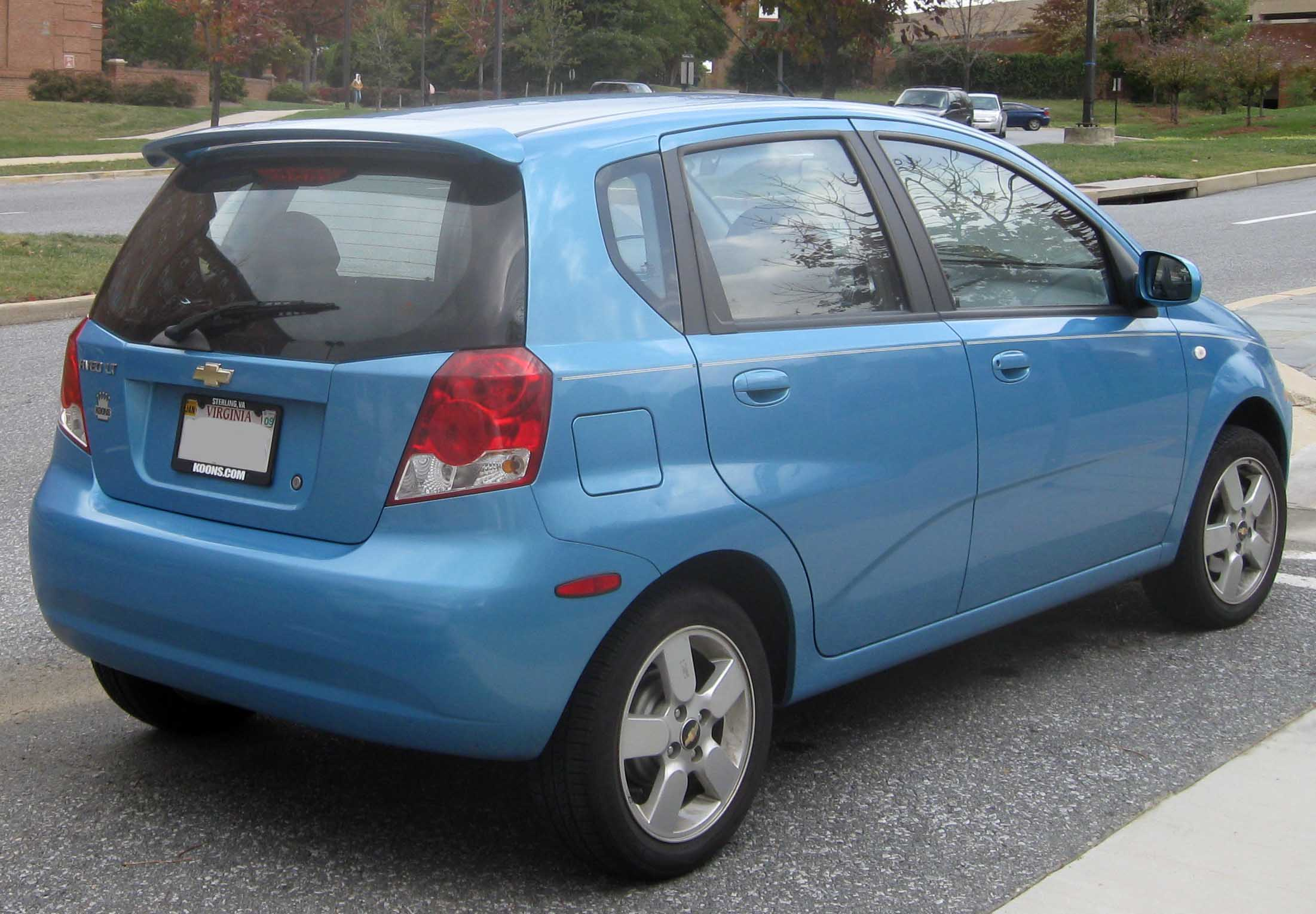
쉐보레 아베오 (해치백) 후측면

한국GM의 전신인 대우자동차가 개발하여 대한민국에서는 칼로스라는 차명으로 2002년 5월 2일에 출시되었다. 2005년 9월에 젠트라가 출시될 때까지 해치백은 칼로스 V, 세단은 칼로스라는 차명이였으며, 2004년부터는 쉐보레 브랜드의 아베오라는 차명으로 미국을 비롯한 해외에 판매를 시작했다. 다만 유럽 등 이미 대우자동차의 브랜드로 팔렸던 곳에서는 브랜드만 쉐보레로 바뀐 채 차명은 계속 칼로스이기도 했다. 이 외에 오스트레일리아에서는 홀덴 브랜드로, 캐나다에서는 폰티액과 스즈키 브랜드로 판매되었다. 세단이 T250으로 마이너 체인지를 거쳐 대한민국에서는 젠트라라는 차명으로 변경되었으나, 이후에도 해치백은 2007년까지 계속 생산 및 판매되다가 페이스리프트를 거쳐 대한민국에서는 젠트라 X라는 차명이 되었다.

### 아베오(2006년~2011년)

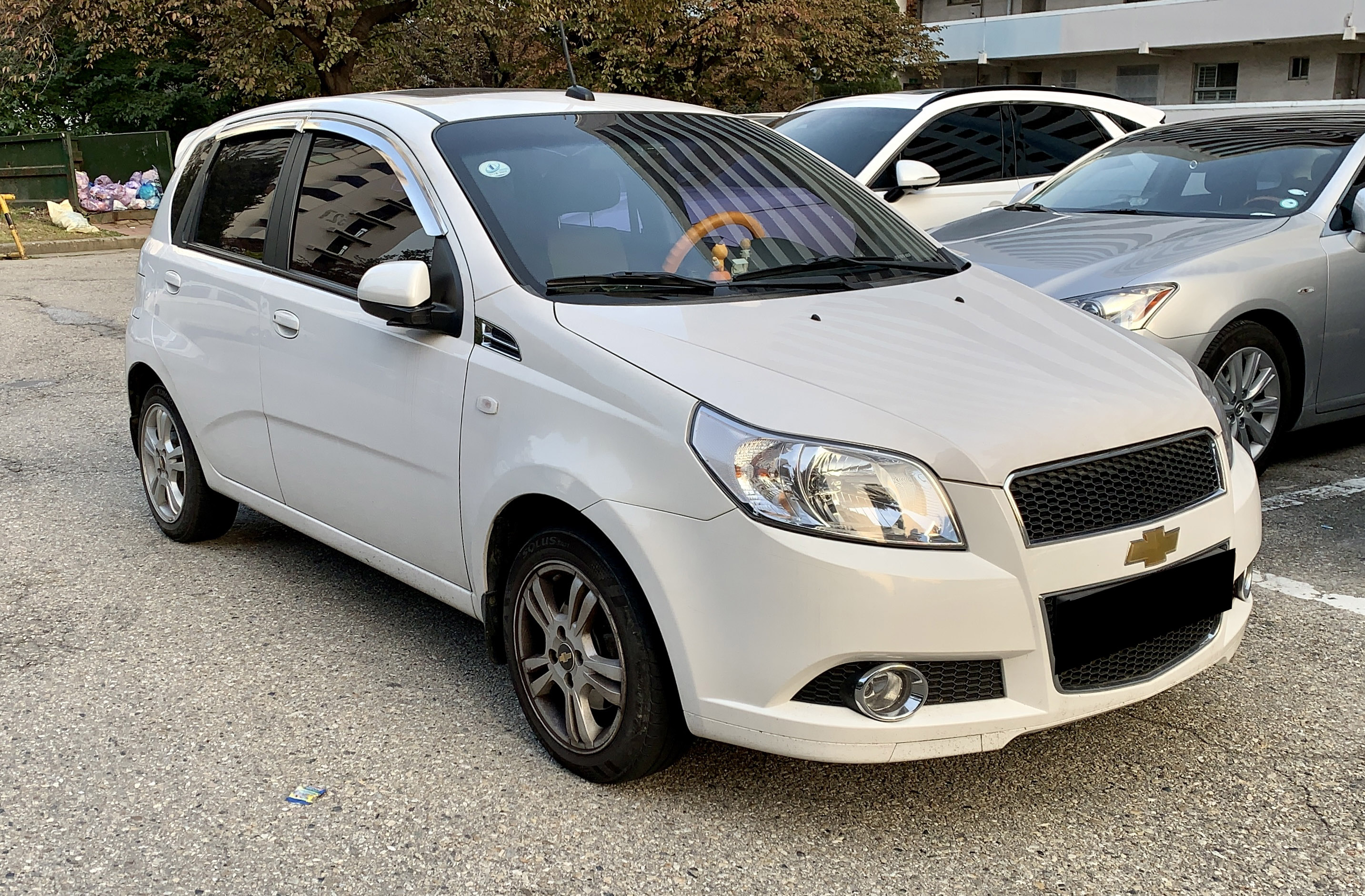
쉐보레 아베오 (해치백) 정측면

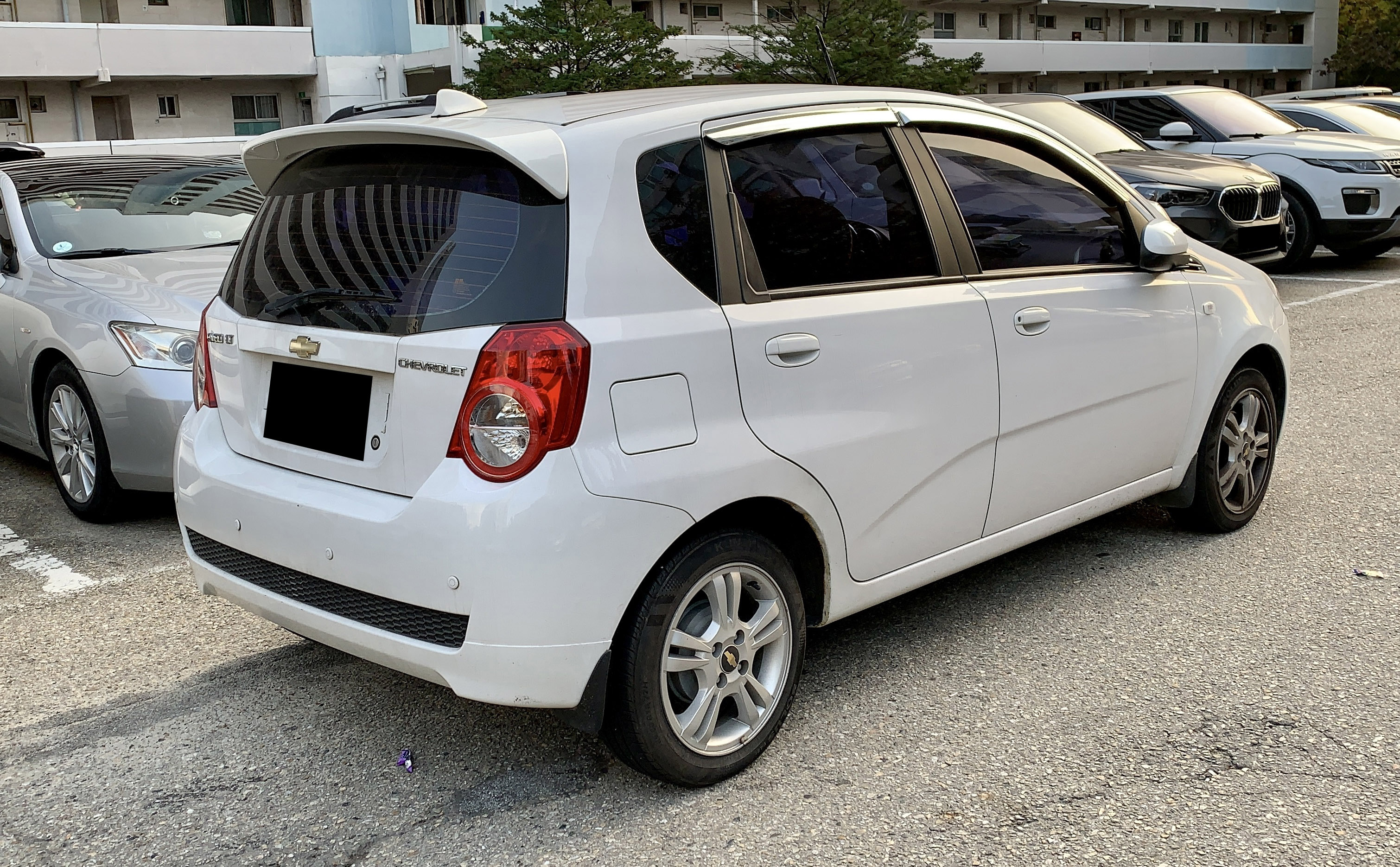
쉐보레 아베오 (해치백) 후측면

세단은 풀 스킨 체인지를 거쳐 대한민국에서 젠트라라는 새로운 차명으로 2005년 9월 21일에 출시되었다. 해외에서는 2006년부터 본격적인 판매에 돌입하였으며, 중국에서는 쉐보레 브랜드의 로바라는 차명으로 팔리기도 했다. 해치백은 페이스리프트를 거쳐 대한민국에서 젠트라 X라는 새로운 차명으로 2007년 10월 8일에 출시되었다. 한편 유럽에서도 쉐보레 브랜드로 파는 것은 여전했으나, 기존의 칼로스라는 차명 대신 아베오라는 차명으로 통일했다.

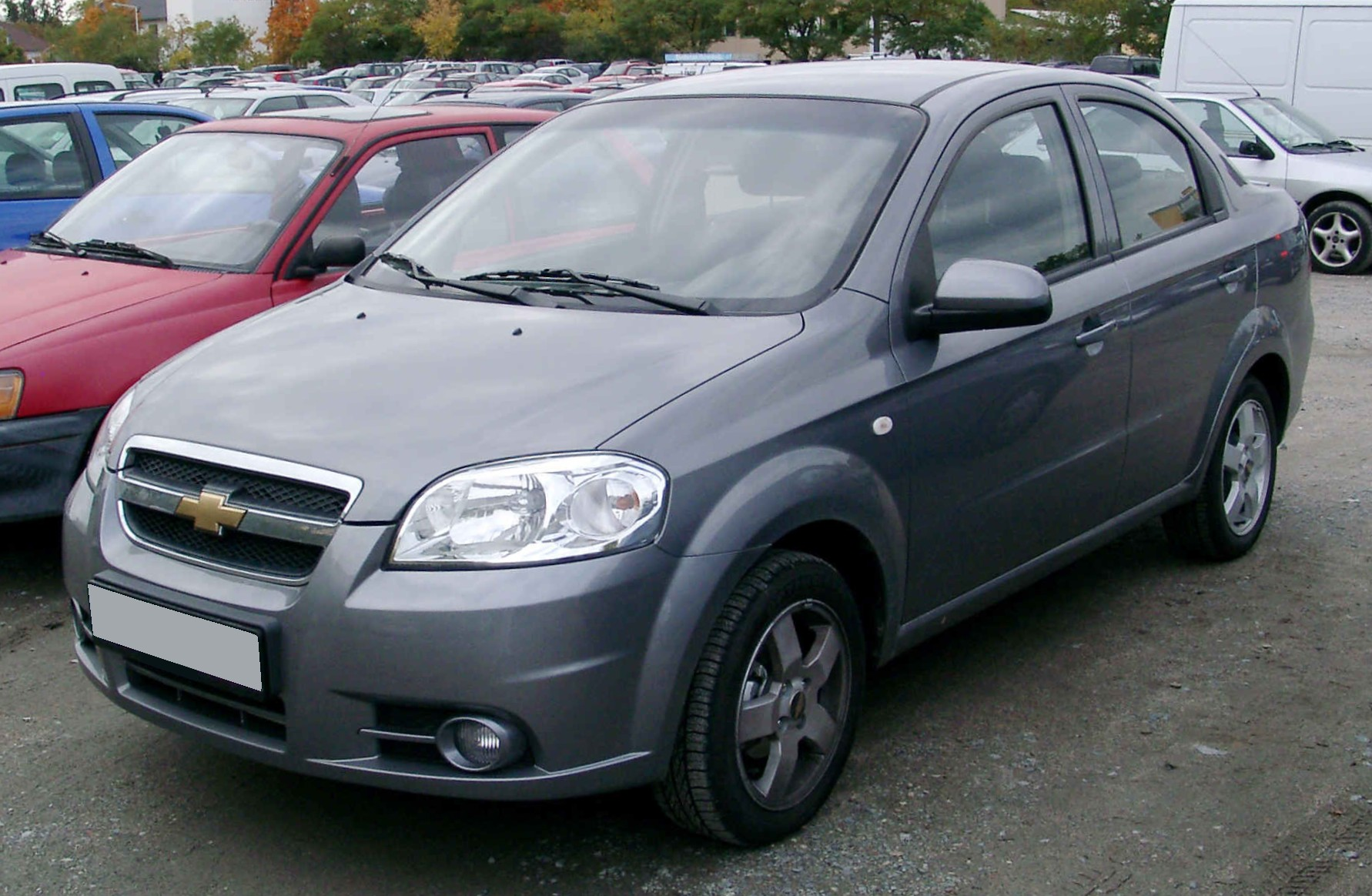
쉐보레 아베오 LT (세단) 정측면
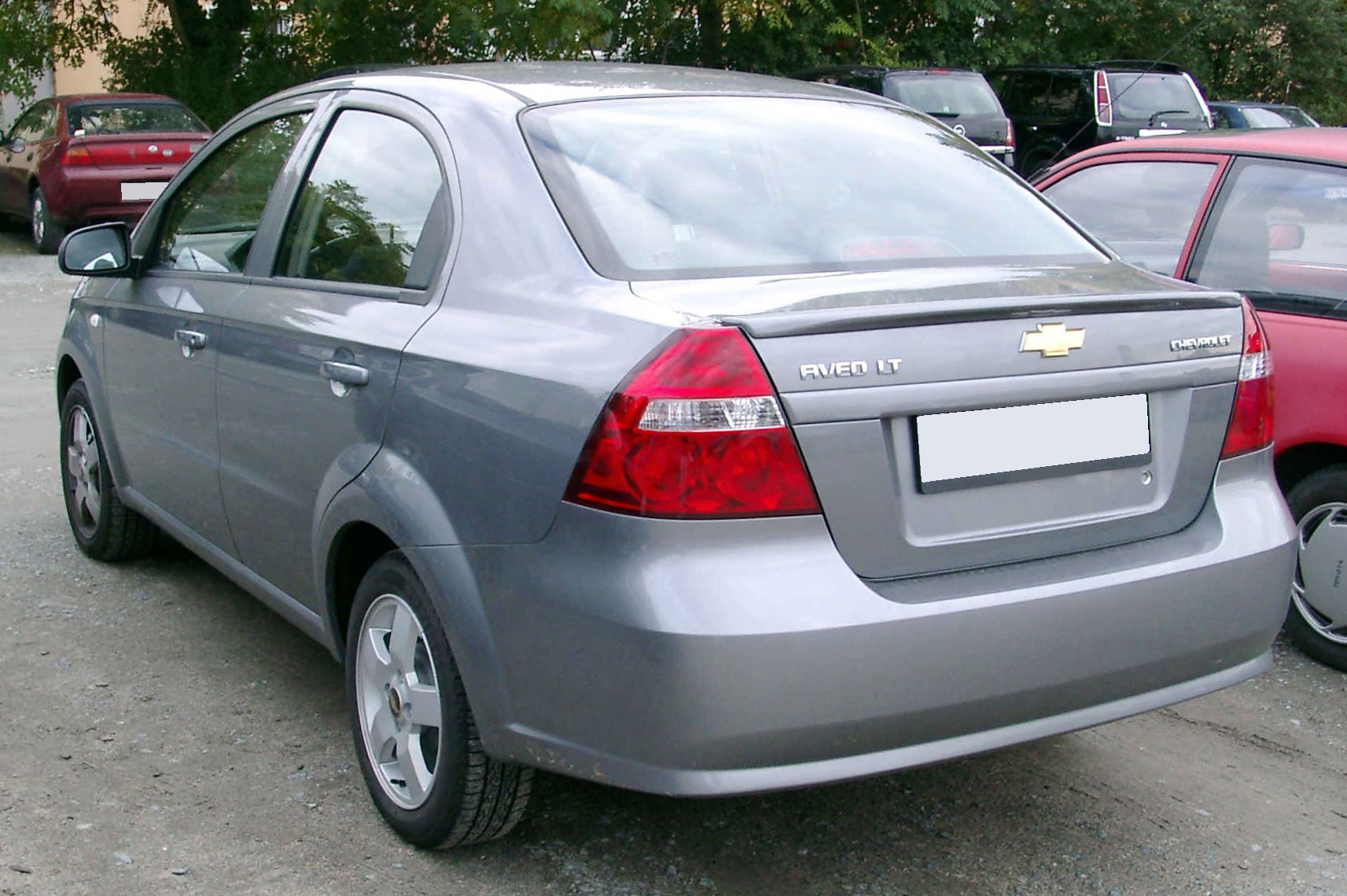
쉐보레 아베오 LT (세단) 후측면

## 2세대(T300/T350)

### 아베오(2011년~2019년)

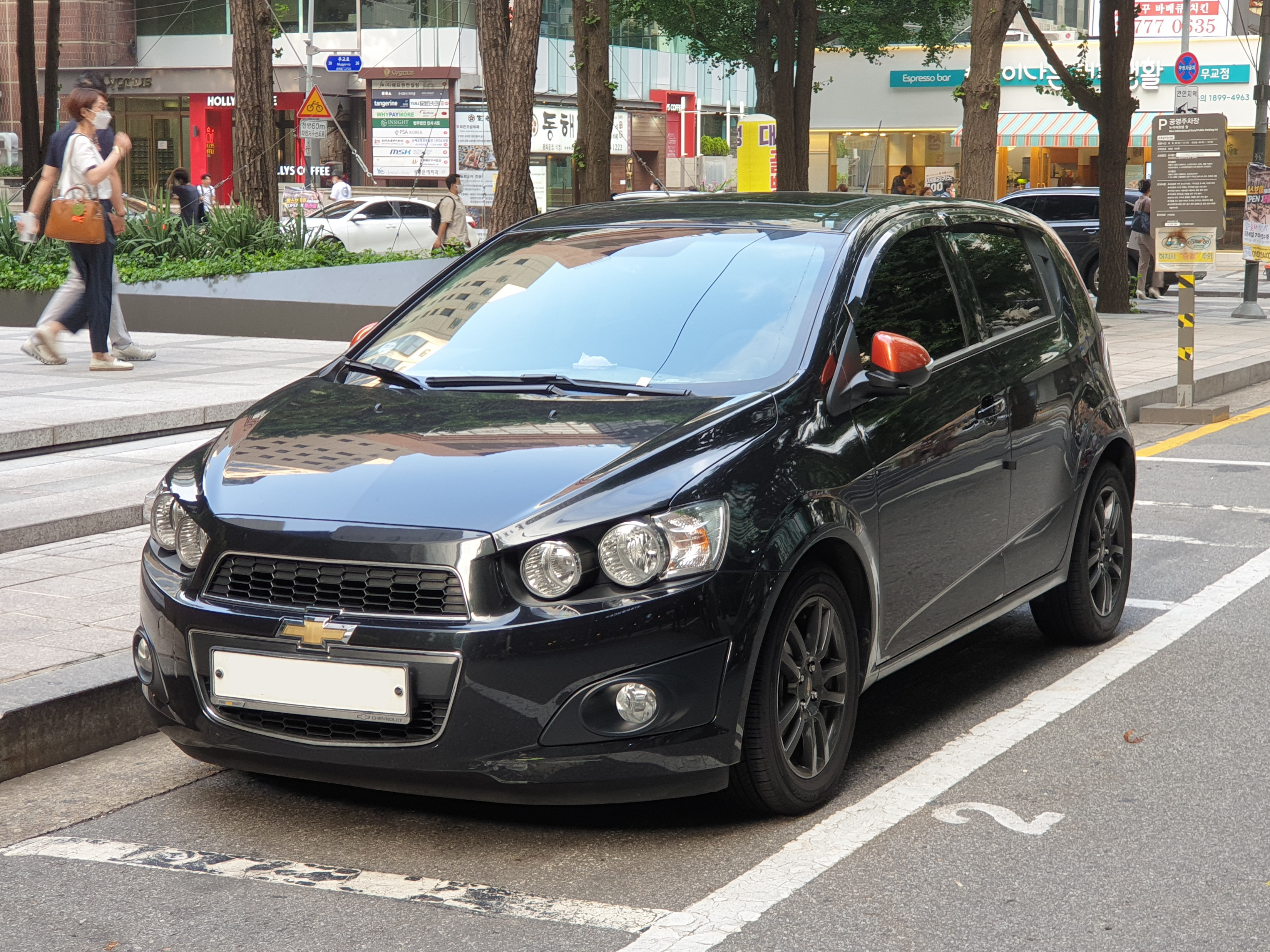
쉐보레 아베오 (해치백) 정측면

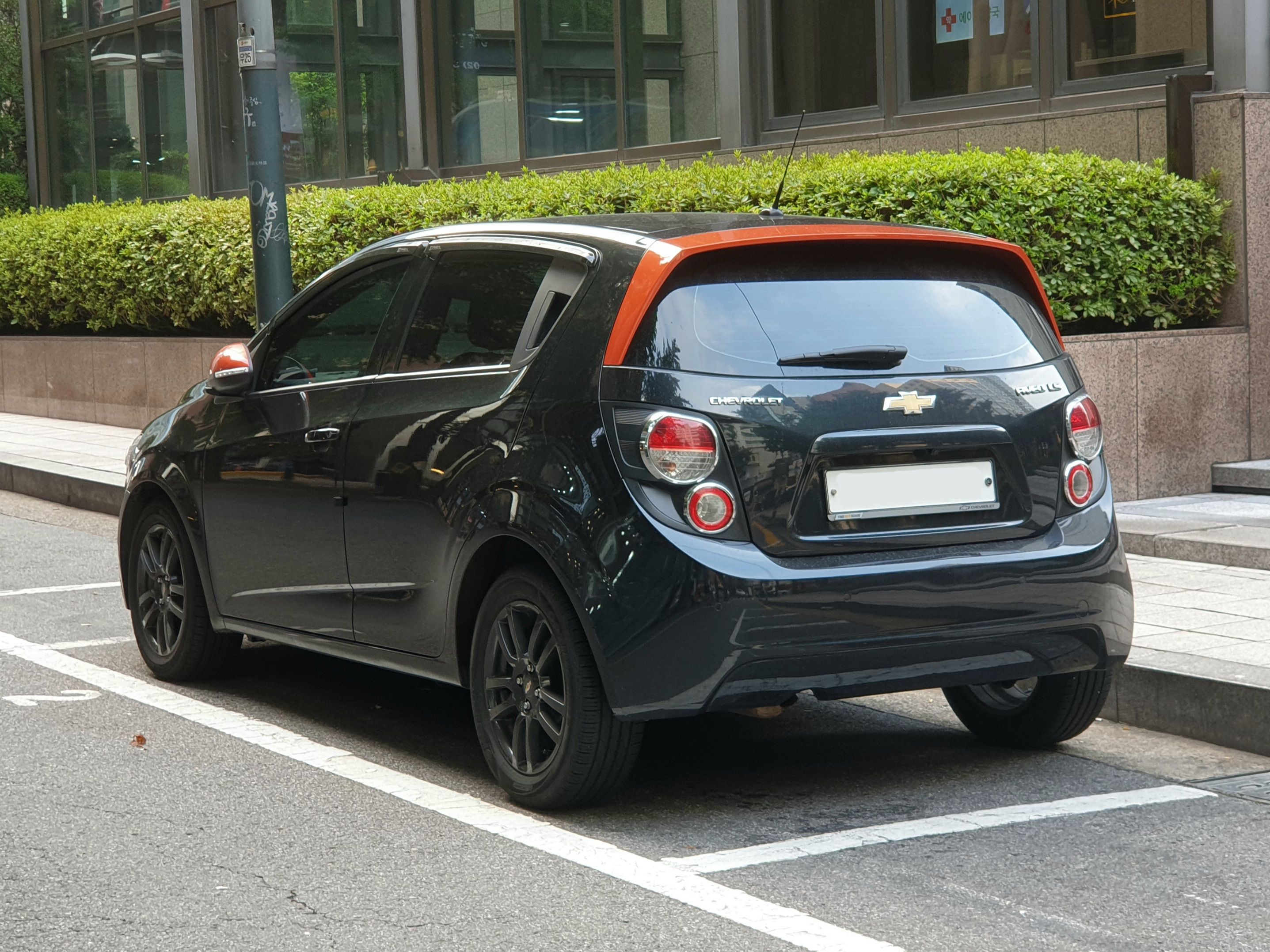
쉐보레 아베오 (해치백) 후측면

양산되기 전의 쇼 카인 아베오 RS 컨셉트가 2010년 1월의 북미 국제 오토쇼에서 세계 최초로 발표되었고, 양산차는 그 해 가을에 열린 파리 모터쇼에서 첫 선을 보였다. GM대우가 한국GM으로 회사명을 변경함과 동시에 대한민국에서도 쉐보레 브랜드를 도입하는 동시에 차명도 통일하여 젠트라의 후속 차종이 쉐보레 브랜드의 아베오라는 차명으로 2011년 2월 16일에 출시되었다. 2세대 아베오는 트랙스와 플랫폼을 공용한다. 2세대는 미국, 캐나다, 일본, 멕시코, 남아프리카 공화국, 칠레, 이스라엘에서 아베오라는 차명 대신 소닉이라는 새로운 차명으로 판매된다. 해치백이 먼저 출시되었으며, 5월 3일에 4도어 세단이 출시되었다. 2012년 8월 20일에는 마이링크와 차세대 Gen2 6단 자동변속기를 신규 적용하고, ABS와 커튼 에어백을 기본 적용한 2013년형이 출시되었다. 2013년 6월 17일에는 세단과 해치백에 방향 지시등 내장 아웃 사이드 미러가 적용되고, 해치백에 오렌지 컬러의 아웃 사이드 미러와 리어 스포일러가 적용된 펀 에디션 트림이 추가된 2014년형이 선보였다. 또한 해치백은 기존의 L 스타와 LS 고급형을 통합한 LS 스탠다드 트림이 신설되었다. 2013년 11월 14일에는 같은 플랫폼을 쓰는 트랙스용 1.4ℓ 에코텍 가솔린 터보 엔진을 130마력으로 디튠한 RS 터보가 출시되었다. RS 터보는 해치백에만 존재하며, 스포츠 서스펜션과 대용량 디스크 브레이크, 5 볼트 체결 방식의 17인치 알루미늄 휠 등이 적용되었다. 2014년 6월 16일에는 세단에 고강도 스포츠 보디 킷과 대구경 크롬 팁 머플러, 리어 스포일러 등이 적용된 스포츠 패키지가 선보였다. 같은 해 10월 1일에 선보인 2015년형은 1.4ℓ 에코텍 터보 엔진이 모든 트림에 확대 적용되고, 차체 자세 제어 장치, 타이어 공기압 경보 장치, 경사로 밀림 방지 장치, 크루즈 컨트롤이 기본 적용되었다. 2015년 10월 12일에는 블랙 바디 컬러와 스페셜 데칼, 17인치 블랙 알루미늄 휠 등이 적용된 퍼펙트 블랙 에디션 트림이 선보였다.

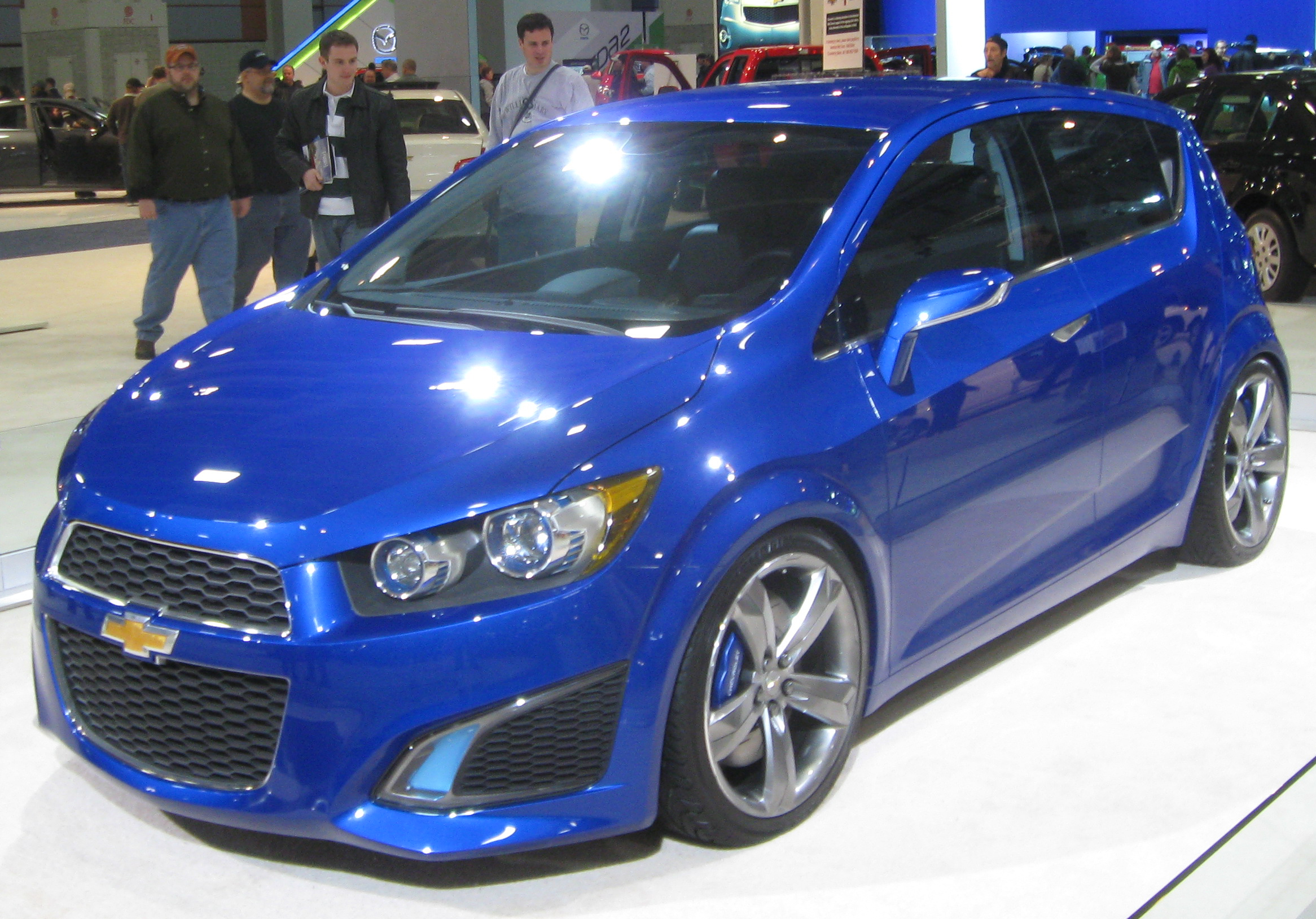
쉐보레 아베오 RS 컨셉트 정측면
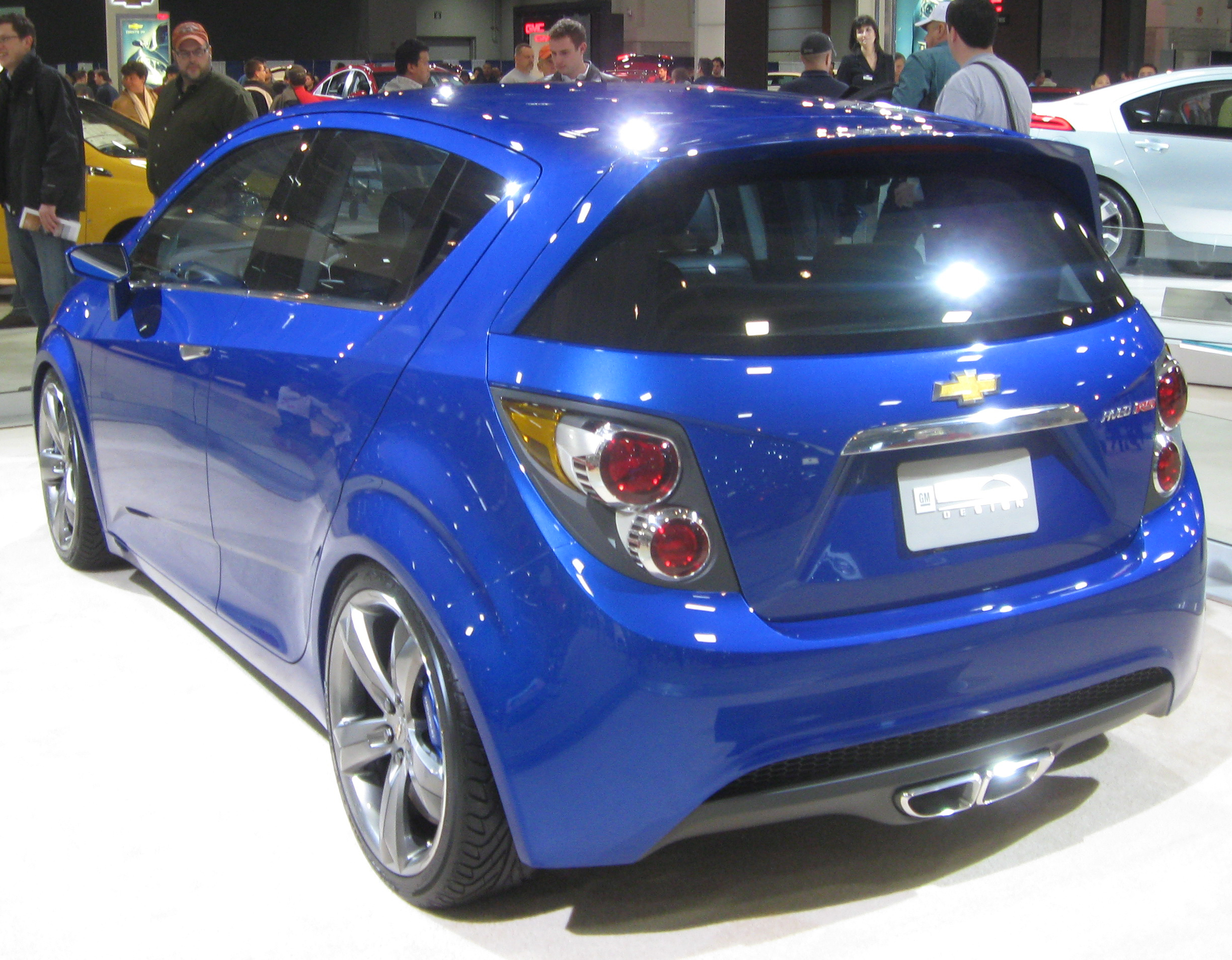
쉐보레 아베오 RS 컨셉트 후측면
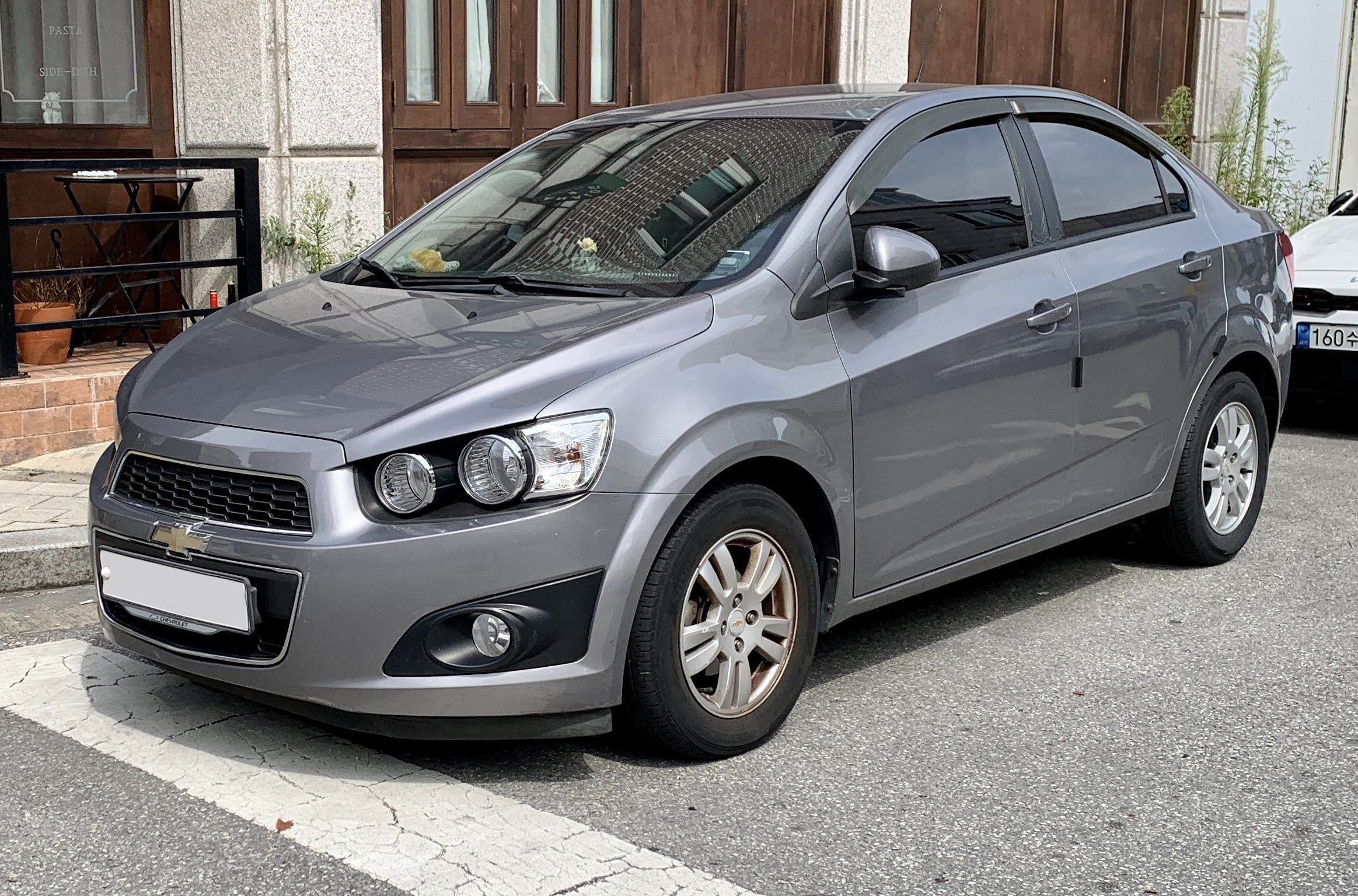
쉐보레 아베오 (세단) 정측면
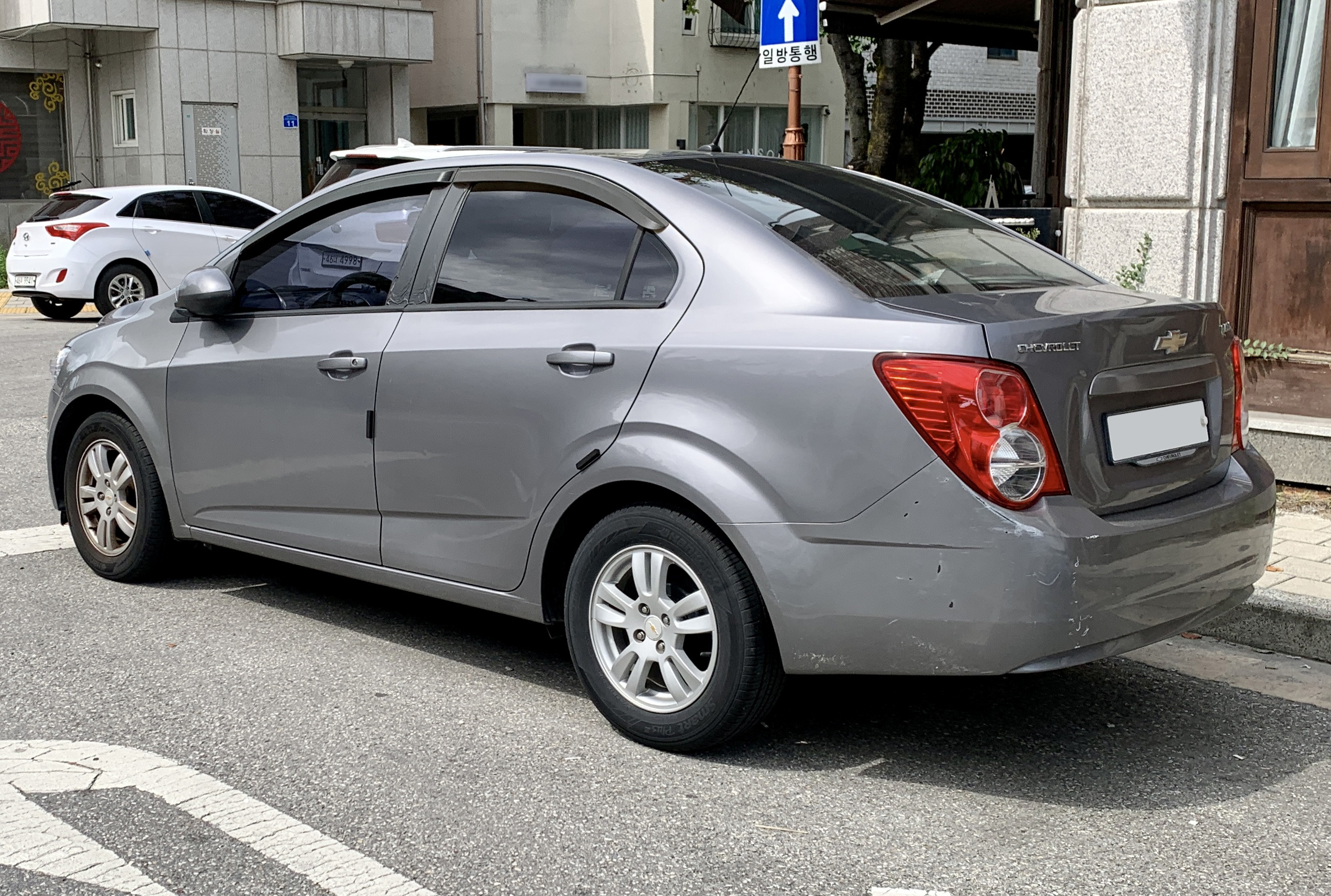
쉐보레 아베오 (세단) 후측면

제원
| 구분                  | 1.4L 가솔린 터보 (해치백) | 1.6L 가솔린 (해치백) | 1.4L 가솔린 터보 (세단)                                                          | 1.6L 가솔린 (세단) |
| --------------------- | --- | --- | -------------------------------------------------------------------------------- | --- |
| 전장 (mm)             | 4,040 | 4,040 | 4,420                                                                            | 4,420 |
| 전폭 (mm)             | 1,735 | 1,735 | 1,735                                                                            | 1,735 |
| 전고 (mm)             | 1,510(2013년~2014년) 1,515(2014년~현재)                                                                                                | 1,515 | 1,515                                                                            | 1,515 |
| 축거 (mm)             | 2,525 | 2,525 | 2,525                                                                            | 2,525 |
| 윤거 (전, mm)         | 1,510 | 1,510 | 1,510                                                                            | 1,510 |
| 윤거 (후, mm)         | 1,510 | 1,510 | 1,510                                                                            | 1,510 |
| 승차 정원             | 5명 | 5명 | 5명                                                                              | 5명 |
| 변속기                | 수동 6단 자동 6단 | 수동 5단 자동 6단 | 수동 6단 자동 6단                                                                | 수동 5단 자동 6단 |
| 서스펜션 (전/후)      | 맥퍼슨 스트럿/토션 빔 | 맥퍼슨 스트럿/토션 빔 | 맥퍼슨 스트럿/토션 빔                                                            | 맥퍼슨 스트럿/토션 빔 |
| 브레이크 타입 (전/후) | V디스크/드럼(RS는 V디스크/디스크) | V디스크/드럼 | V디스크/드럼                                                                     | V디스크/드럼 |
| 구동 형식             | 전륜구동 | 전륜구동 | 전륜구동                                                                         | 전륜구동 |
| 엔진 형식             | U14NFT | F16D4 | U14NFT                                                                           | F16D4 |
| 연료                  | 가솔린 | 가솔린 | 가솔린                                                                           | 가솔린 |
| 배기량 (cc)           | 1,362 | 1,598 | 1,362                                                                            | 1,598 |
| 최고 출력 (ps/rpm)    | 130/5,000 (이후 140/6,000으로 변경) | 114/6,000 | 140/6,000                                                                        | 114/6,000 |
| 최대 토크 (kg*m/rpm)  | 20.4/3,500 (이후 20.4/3,000~4,500으로 변경)                                                                                            | 15.1/4,000 | 20.4/3,000~4,500                                                                 | 15.1/4,000 |
| 연비 (km/ℓ)           | 도심 13.5/고속 16.2/복합 14.6(수동 6단)/ 도심 11.5/고속 14.2/복합 12.6(자동 6단) (이후 도심 11.7/고속 14.8/복합 12.9(자동 6단)로 변경) | 17.3(수동 5단)/ 14.8(자동 6단) (이후 도심 13.7/고속 16.1/복합 14.7(수동 5단)/ 도심 12.3/고속 17.2/복합 14.2(자동 6단)으로 변경) | 도심 13.3/고속 17.4/복합 14.9(수동 6단)/ 도심 11.6/고속 15.5/복합 13.1(자동 6단) | 17.6(수동 5단)/ 15.0(자동 6단) (이후 도심 13.7/고속 16.1/복합 14.7(수동 5단)/ 도심 12.3/고속 17.2/복합 14.2(자동 6단)으로 변경) |

### 더 뉴 아베오(2016년~2020년)

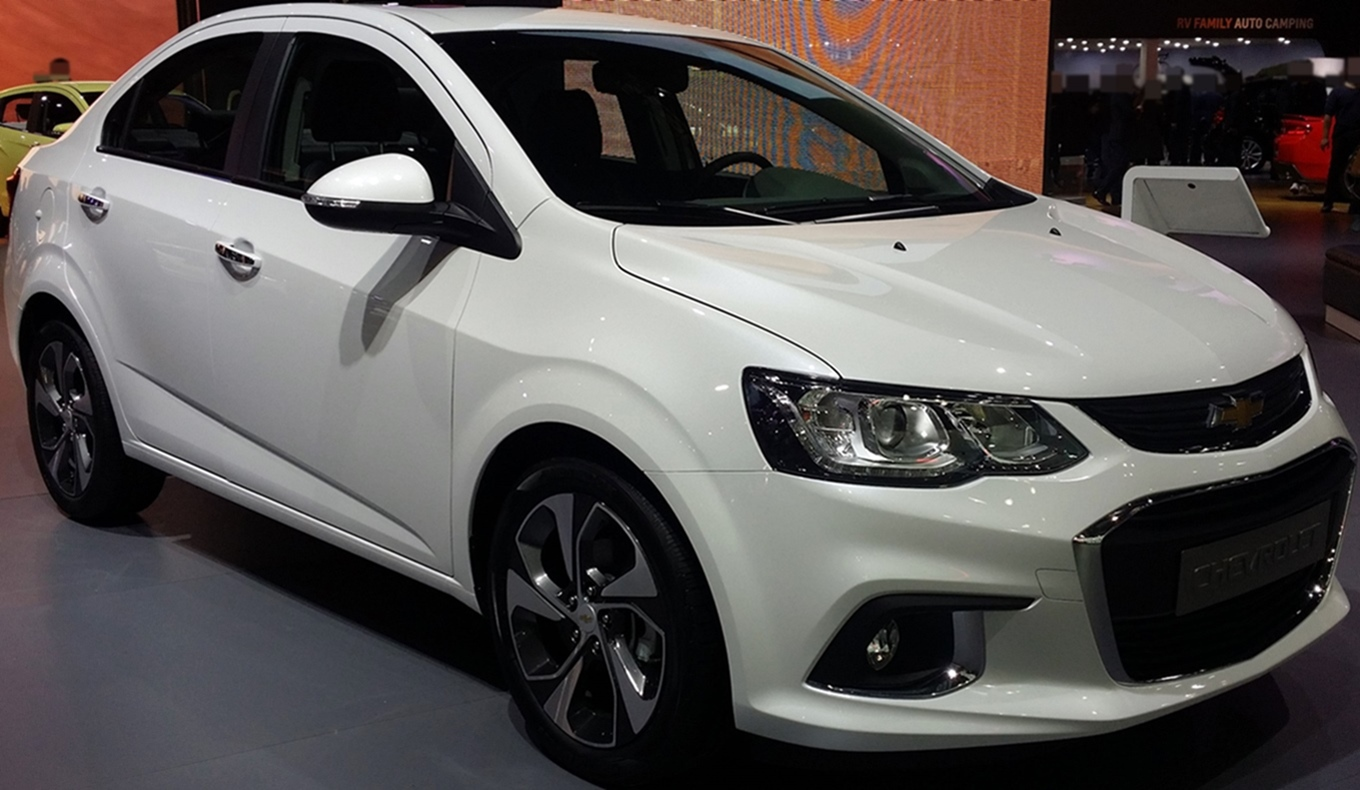
쉐보레 더 뉴 아베오 (세단) 정측면

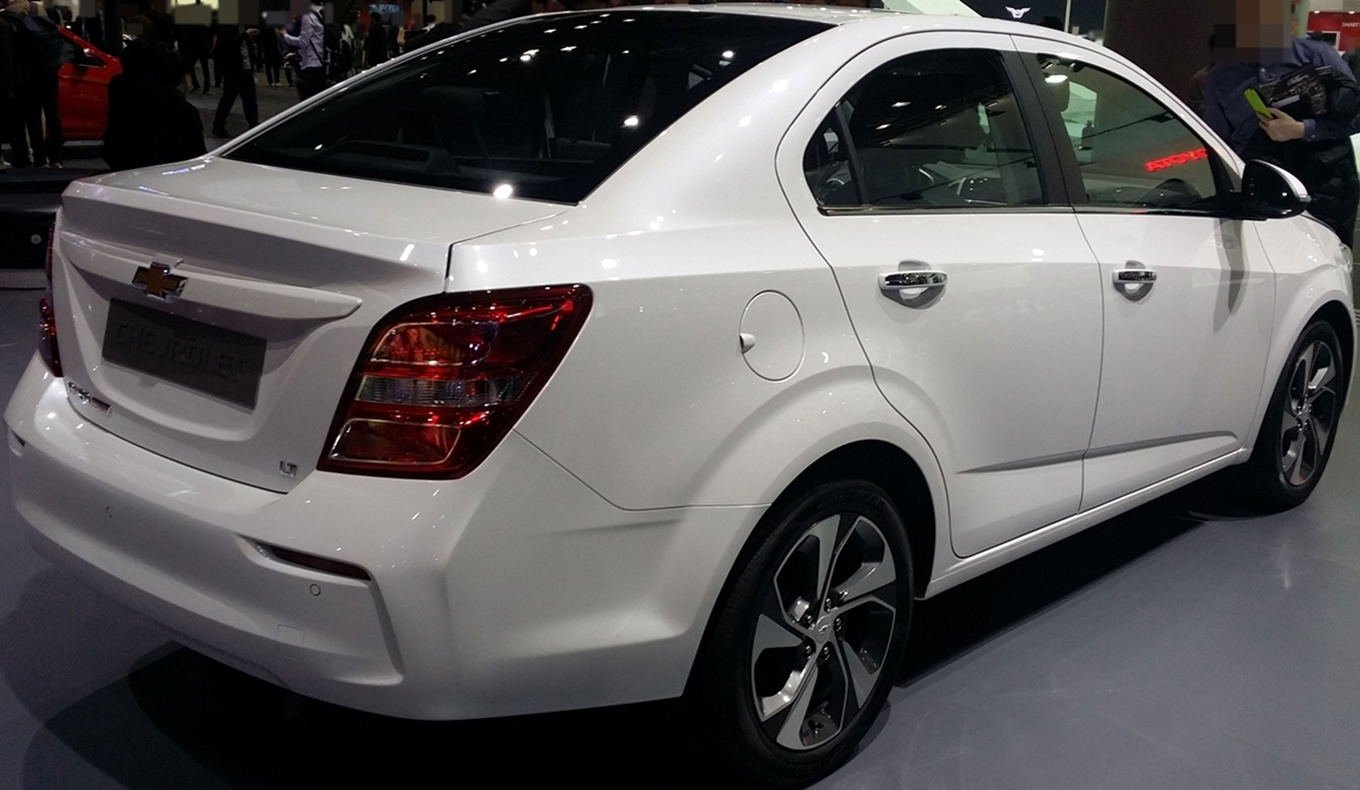
쉐보레 더 뉴 아베오 (세단) 후측면

2016년 9월 6일에 사전 계약이 개시되었고, 이후 출시되었다. 페이스 리프트를 거쳐 쉐보레의 최신 아이덴티티인 듀얼 크롬 라인 디테일과 프로젝션 헤드 램프, LED 주간 주행등이 신규 적용되었다. 테일램프 내에서 방향 지시등과 후진등의 배열은 수평형으로 바뀌었다. 오토바이 스타일의 클러스터에서 일체형 미터 클러스터로 바꿔서 시인성을 높였고, 열선 스티어링 휠과 버튼 시동 및 스마트 키가 신규 적용되어 편의성을 높였다.
그러나 판매 부진으로 인해 많은 인기를 얻지 못했고, 결국 2019년 3월에 후속 차종 없이 단종되었다. 그러나 수출 물량은 동년 6월까지 부평공장에서 생산했다. 한편 아베오의 후속 모델이 개발 중이었으나, 한국GM에서 트레일블레이저의 출시에 집중하게 되면서 개발이 중단된 채 출시되지 못하였다.

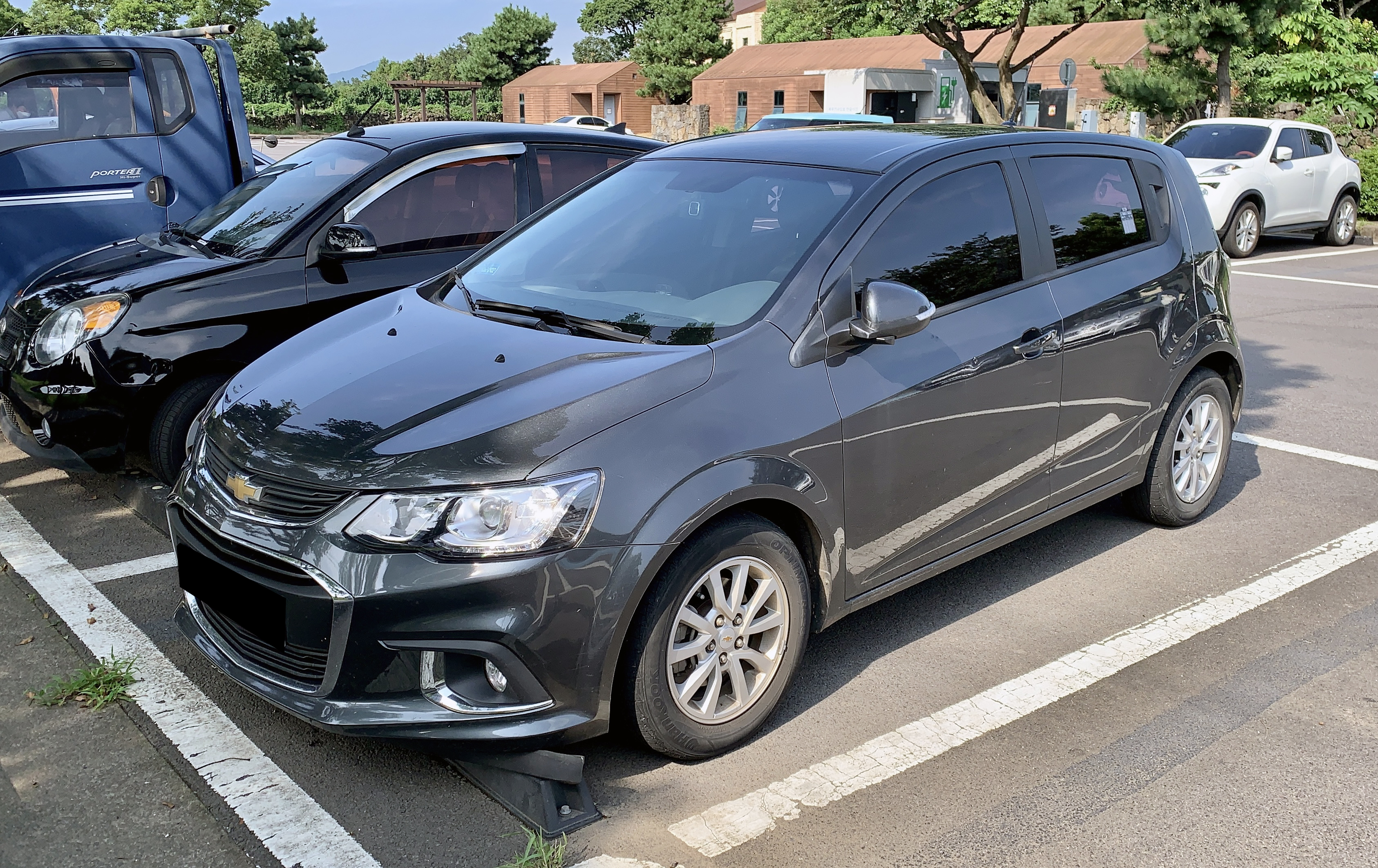
쉐보레 더 뉴 아베오 (해치백) 정측면
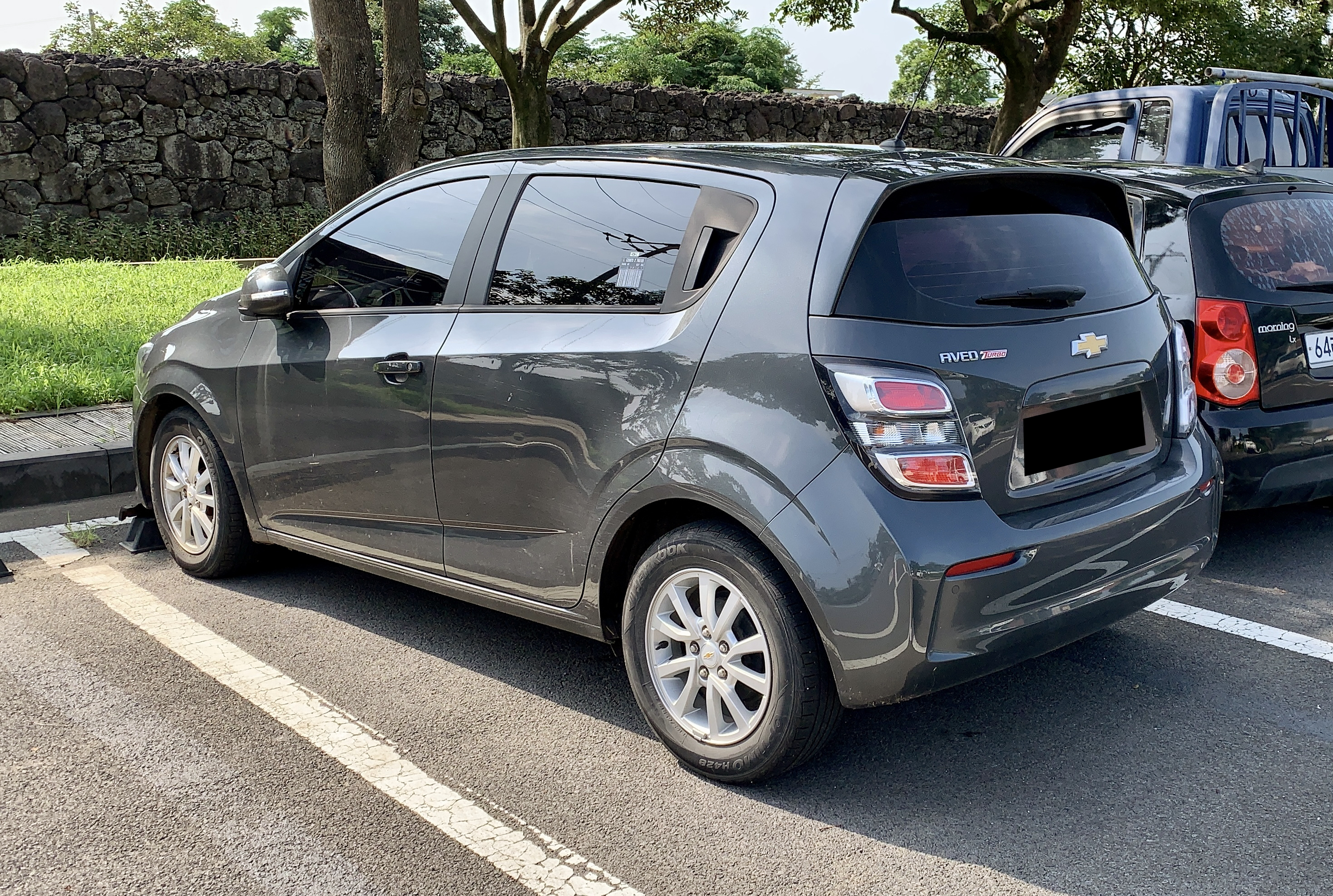
쉐보레 더 뉴 아베오 (해치백) 후측면

제원
| 구분                  | 1.4ℓ 가솔린 터보 (해치백)                                                        | 1.4ℓ 가솔린 터보 (세단)                                                          |
| --------------------- | -------------------------------------------------------------------------------- | -------------------------------------------------------------------------------- |
| 전장 (mm)             | 4,060                                                                            | 4,420                                                                            |
| 전폭 (mm)             | 1,735                                                                            | 1,735                                                                            |
| 전고 (mm)             | 1,515                                                                            | 1,515                                                                            |
| 축거 (mm)             | 2,525                                                                            | 2,525                                                                            |
| 윤거 (전, mm)         | 1,510                                                                            | 1,510                                                                            |
| 윤거 (후, mm)         | 1,510                                                                            | 1,510                                                                            |
| 승차 정원             | 5명                                                                              | 5명                                                                              |
| 변속기                | 수동 6단 자동 6단                                                                | 수동 6단 자동 6단                                                                |
| 서스펜션 (전/후)      | 맥퍼슨 스트럿/토션 빔                                                            | 맥퍼슨 스트럿/토션 빔                                                            |
| 브레이크 타입 (전/후) | V디스크/드럼                                                                     | V디스크/드럼                                                                     |
| 구동 형식             | 전륜구동                                                                         | 전륜구동                                                                         |
| 엔진 형식             | U14NFT                                                                           | U14NFT                                                                           |
| 연료                  | 가솔린                                                                           | 가솔린                                                                           |
| 배기량 (cc)           | 1,362                                                                            | 1,362                                                                            |
| 최고 출력 (ps/rpm)    | 140/6,000                                                                        | 140/6,000                                                                        |
| 최대 토크 (kg*m/rpm)  | 20.4/3,000~4,500                                                                 | 20.4/3,000~4,500                                                                 |
| 연비 (km/ℓ)           | 도심 13.5/고속 16.2/복합 14.6(수동 6단)/ 도심 11.7/고속 14.8/복합 12.9(자동 6단) | 도심 13.3/고속 17.4/복합 14.9(수동 6단)/ 도심 11.6/고속 15.5/복합 13.1(자동 6단) |

## 3세대
2023년에 출시되었다. 상하이-GM 우링의 차량을 기반으로 만들어졌다.

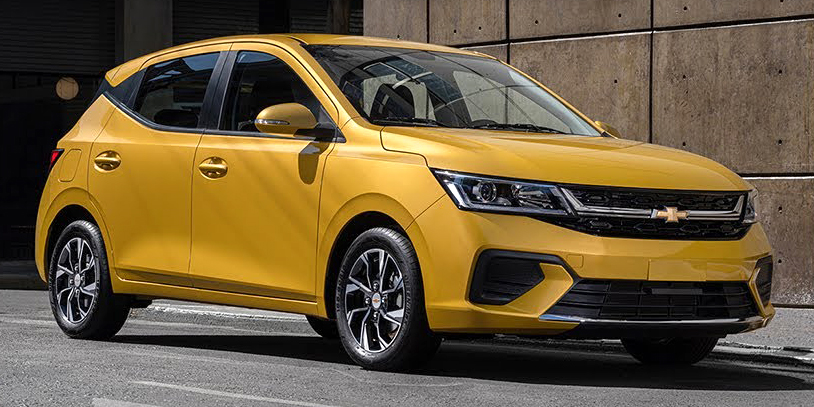
쉐보레 아베오 (해치백) 정측면
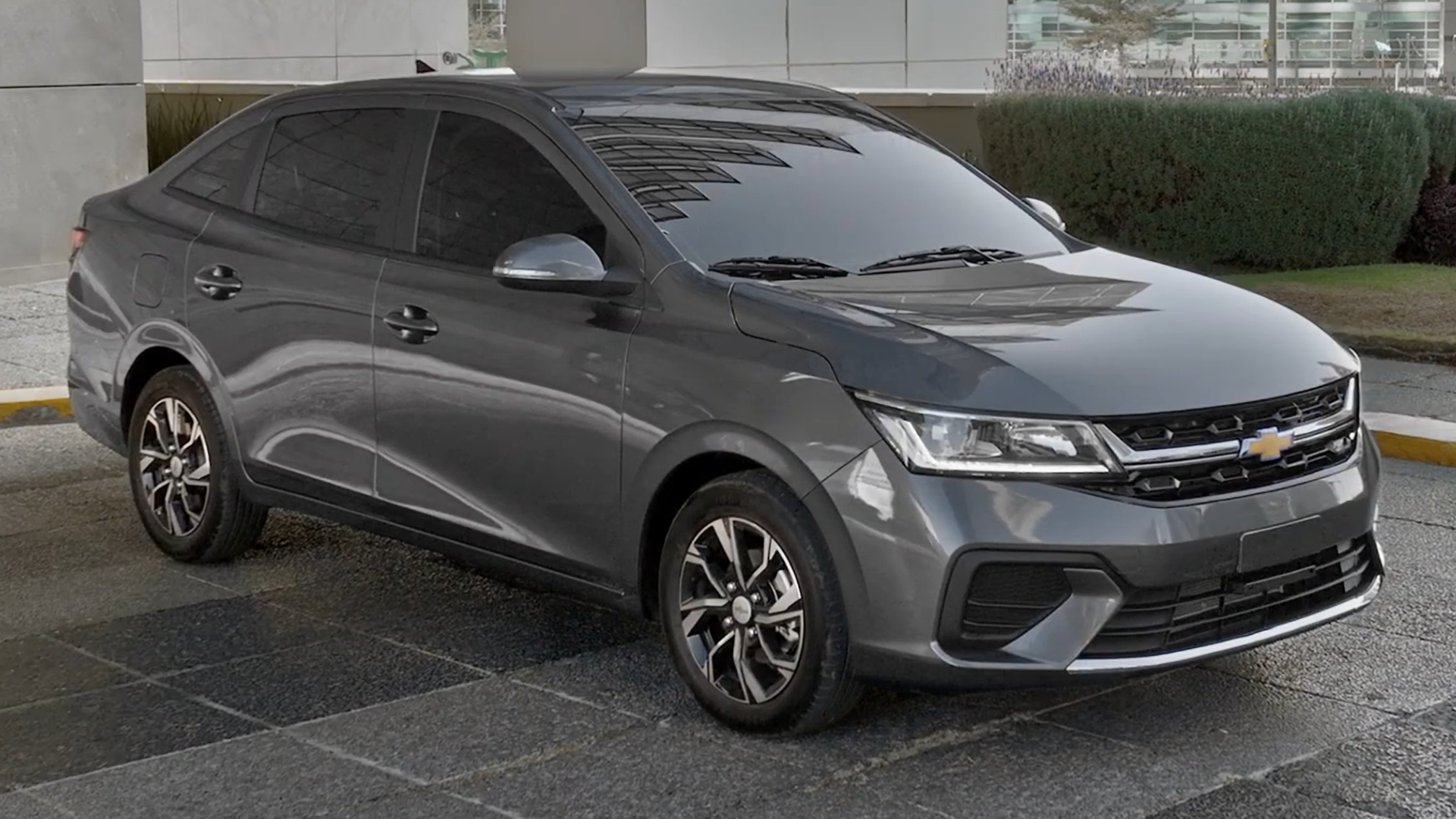
쉐보레 아베오 (세단) 정측면
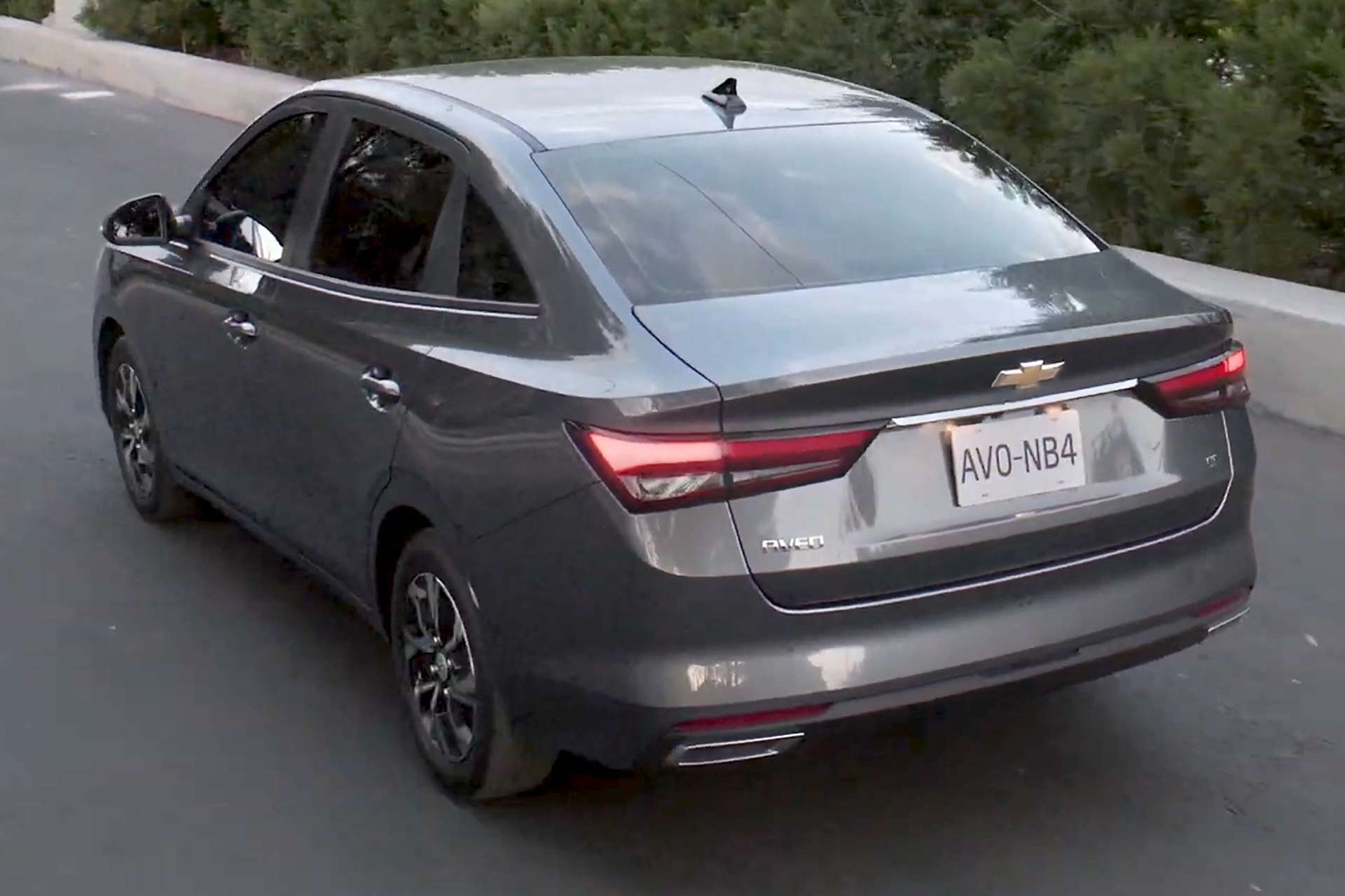
쉐보레 아베오 (세단) 후측면

## 역대 슬로건

### 2세대(T300)
- FUN RIDING (아베오)
- 새로운 시작 (더 뉴 아베오)